# França al Festival de la Cançó d'Eurovisió Júnior
França va ser un dels països que va debutar al Festival de la Cançó d'Eurovisió Júnior en 2004.
França va debutar en 2004 amb la cançó "Si en voulait bien", que va quedar en 6è lloc. A pesar del bon resultat, França va decidir no participar-hi des de 2005, perquè no hi havia motivació per participar i perquè, segons ells, "Massa Eurovisió mata Eurovisió". No obstant això, el país va anunciar sorpresivamente la seva tornada per a l'edició de 2018.
Després de participar únicament en la segona edició del festival júnior (2004), França anunciava el 13 de maig de 2018 que estarien presents en l'edició del mateix any. Així, van tornar al festival tretze anys després de la seva primera i última participació.
França, juntament amb Polònia, són els únics països que han guanyat el festival mentre han sigut amfitrions. De fet França juntament amb Geòrgia son els països que més vegades han guanyat.

## Participacions
Llegenda
| Any                                   | Seu         | Artista          | Cançó                | Lloc | Punts |
| ------------------------------------- | ----------- | ---------------- | -------------------- | ---- | ----- |
| 2004                                  | Lillehammer | Thomas Pontier   | «Si on voulait bien» | 6    | 78    |
| No hi va participar entre 2005 i 2017 |             |                  |                      |      |       |
| 2018                                  | Minsk       | Angélina Nava    | «Jamais Sans Toi»    | 2    | 203   |
| 2019                                  | Gliwice     | Carla            | «Bim Bam Toi»        | 5    | 169   |
| 2020                                  | Varsòvia    | Valentina Tronel | «J'Imagine»          | 1    | 200   |
| 2021                                  | París       | Enzo Hilaire     | «Tic Tac»            | 3    | 187   |
| 2022                                  | Erevan      | Lissandro        | «Oh Maman!»          | 1    | 204   |
| 2023                                  | Niça        | Zoé Clauzure     | «Cœur»               | 1    | 228   |
| 2024                                  | Madrid      | Titouan          | «Comme Ci, Comme Ça» | 4    | 177   |

## Festivals organitzats a França
| Edició                                       | Ciutat seu | Localització      | Presentantdors                                |
| -------------------------------------------- | ---------- | ----------------- | --------------------------------------------- |
| Festival de la Cançó d'Eurovisió Junior 2021 | París      | La Seine Musicale | Carla Lazzari, Élodie Gossuin i Olivier Minne |
| Festival de la Cançó d'Eurovisió Junior 2023 | Niça       | Palais Nikaïa     | Olivier Minne i Laury Thilleman               |